# Thurn
Thurn är en ort och kommun i distriktet Lienz i förbundslandet Tyrolen i Österrike.
Kommunen består av fem orter (Ortschaften) (inom parentes invånarantal 1 januari 2024):
- Thurn (291)
- Oberdorf (114)
- Prappernitze (50)
- Zauche (180)
- Zettersfeld (6)